# Joyeux Garçons
Pour plus de détails, voir Fiche technique et Distribution.
Joyeux Garçons (en russe : Весёлые ребята, Vesyolye rebyata) est le premier film musical tourné en U.R.S.S., sorti sur les écrans soviétiques en 1934 et qui connaît un immense succès,.
C'est le premier d'une série tournée par Grigori Aleksandrov avec la collaboration musicale d'Isaac Dounaïevski. C'est aussi dans ce film que Lioubov Orlova interprète son premier rôle d'importance.
Le film est projeté aussi à l'étranger, sa version anglaise s'intitulant Moscow Laughs. Il est présenté au festival de Venise de 1934 et reçoit un prix pour la mise en scène et la musique.

## Synopsis
Elena est une riche jeune femme qui veut devenir chanteuse et qui passe ses vacances dans une station balnéaire. Elle prend le pauvre berger de kolkhoze Kostia pour un Italien chef d'orchestre de jazz célèbre et l'invite à une réception chez elle. Celui-ci arrive avec sa flûte de Pan, et lorsqu'il joue, les animaux du kolkhoze viennent s'approcher des tables des convives. Anuta, la jeune domestique, tombe amoureuse de lui, mais il préfère Elena. Quand Elena découvre la véritable identité du berger, elle le congédie, ce qui provoque le dépit du jeune homme. Il décide de se rendre à Moscou afin de devenir un véritable musicien, ce qui l'amène à des situations comiques. 
Finalement, il entre dans un orchestre de jazz appelé les Joyeux Garçons, qui affronte la mauvaise humeur des voisins à cause de leur tintamarre. Ils décident de répéter dans la rue et même au cortège d'un enterrement. Ils rencontrent Anuta un soir par hasard qui se révèle posséder une fort jolie voix et c'est le début d'une nouvelle et amusante collaboration...

## Fiche technique
- Titre : Joyeux Garçons
- Titre original : Весёлые ребята
- Réalisation : Grigori Aleksandrov
- Scénario : Grigori Aleksandrov, Nikolaï Erdman, Vladimir Mass
- Producteur : Igor Lopationok (version colorisée)
- Musique originale : Isaac Dounaïevski
- Textes des chansons : Vassili Lebedev-Koumatch
- Directeur de la photographie : Vladimir Nilsen
- Générique animé : Mikhaïl Drouïan
- Monteur : Esfir Tobak
- Sociétés de production : Grading Dimension Pictures, Moskinokombinat

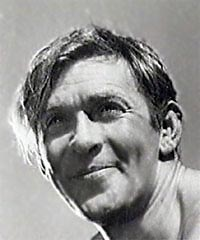
Léonid Outiossov

- Pays :  Union soviétique
- Langue : russe
- Genre : film musical
- Durée : 96 minutes
- Sortie : 1934

## Distribution
- Lioubov Orlova : Anuta
- Léonid Outiossov : Kostia
- Emmanuel Heller : le spectateur
- Arnold Arnold : le musicien étranger
- Maria Strelkova : Elena
- Elena Tiapkina : la mère d'Elena
- Robert Erdman : le professeur de musique